# Who Can See It
Pistes de Living in the Material World
Don't Let Me Wait Too Long Living in the Material World
Who Can See It est une chanson écrite par George Harrison, parue le 22 juin 1973 sur son album, Living in the Material World. Les paroles reflètent le malaise de Harrison face à son statut d'ex-Beatles, celui envers le succès d'All Things Must Pass et celui de conscience morale en tant qu'initiateur du concert pour le Bangladesh.

## Enregistrement

### Personnel
- Nicky Hopkins - Piano
- Gary Wright - Piano électrique
- Klaus Voormann - Guitare basse
- Jim Keltner - Batterie
- John Barham - Orchestration, arrangement des chœurs
- George Harrison - Guitare

### Équipe technique
- production : George Harrison
- ingénieur du son : Phil McDonald

## Sources et Références
- (en) Cet article est partiellement ou en totalité issu de l’article de Wikipédia en anglais intitulé « Who Can See It » (voir la liste des auteurs).